# Nandgaon

Briefmarke von Nandgaon (1892)

Nandgaon war ein Fürstenstaat Britisch-Indiens im heutigen Bundesstaat Chhattisgarh. Seine Hauptstadt war der Ort Rajnandgaon. Der ursprüngliche Gutsbezirk wurde Ende des 18. Jahrhunderts von einem zölibatären Wanderprediger (Mahant) gegründet und lange vom Lehrer auf den Schüler weitervererbt. 1865 wurde Nandgaon von den Briten als erblicher Fürstenstaat anerkannt. Mahant Balram Das (1883–97) bekam 1893 den persönlichen Titel Raja Bahadur.
1892–94 hatte Nandgaon eine Staatspost mit eigenen Briefmarken. Es hatte 1935 eine Fläche von 2255 km² und 182.000 Einwohner. 
Nandgaon schloss sich im August 1947 der Eastern States Union an. Am 1. Januar 1948 wurde diese Union aufgelöst und Nandgaon wurde Madhya Pradesh und damit Indien eingegliedert. Am 1. November 1956 wurden alle Fürstenstaaten aufgelöst.